# Кантон (Илиноис)
Кантон (енгл. Canton) град је у америчкој савезној држави Илиноис. По попису становништва из 2010. у њему је живело 14.704 становника.

## Демографија
Према попису становништва из 2010. у граду је живело 14.704 становника, што је 584 (3,8%) становника мање него 2000. године.
| Група             | 2000.          | 2010.          |
| Белци             | 13.456 (88,0%) | 12.595 (85,7%) |
| Афроамериканци    | 1.353 (8,9%)   | 1.204 (8,2%)   |
| Азијати           | 62 (0,4%)      | 67 (0,5%)      |
| Хиспаноамериканци | 320 (2,1%)     | 662 (4,5%)     |
| Укупно            | 15.288         | 14.704         |